# The Heavenly Body
The Heavenly Body (bra: Um Rival nas Alturas) é um filme norte-americano de comédia romântica lançado em 1944. Dirigido por Alexander Hall e estrelado por William Powell e Hedy Lamarr. Baseado no romance de Jacques Théry, com o roteiro de Michael Arlen e Walter Reisch, o filme é sobre a bela esposa de um astrônomo profissional que se convence de que a previsão de seu astrólogo de que ela encontrará seu verdadeiro amor se tornará realidade.

## Sinopse
Uma esposa desprezada recorre a um astrólogo, que lhe diz que ela conhecerá e se apaixonará por um belo desconhecido, para desgosto de seu marido astrônomo.

## Elenco
- William Powell como William S. Whitley
- Hedy Lamarr como Vicky Whitley
- James Craig como Lloyd X. Hunter
- Fay Bainter como Margaret Sibyll
- Henry O'Neill como Professor Stowe
- Spring Byington como Nancy Potter
- Robert Sully como Strand
- Morris Ankrum como Dr. Green
- Franco Corsaro como Sebastian Melas
- Connie Gilchrist como Beulah
- Max Willenz como Dr. Gurtchakoff
- Earl Schenck como Forbes
- John Elliott como Prof. Collier (não creditado)
- Howard Hickman como Cientista (não creditado)